# Ophiogeron
Ophiogeron is een geslacht van slangsterren uit de familie Ophiomyxidae. De wetenschappelijke naam van het geslacht werd in 1878 voorgesteld door Theodore Lyman. Hij plaatste als enige soort Ophiogeron edentulus in het geslacht, die daarmee automatisch de typesoort werd.

## Soorten
- Ophiogeron edentulus Lyman, 1878
- Ophiogeron granulatus (Lyman, 1883)